# Mine.
『Mine.』（マイン）は、井上苑子の2枚目のミニ・アルバム。2018年6月6日にEMI RECORDSから発売された。

## 収録曲

### CD
1. リメンバー
2. My Dear One
3. ワンシーン
4. Chocolate
5. TODAY
6. 踏み出す一歩が僕になる

### DVD
「井上苑子 20th Birthday “JUKE BOX” Tour」@東京 (2017.12.11) LIVE＆ドキュメント
1. HertBeat
2. 右足
3. せかいでいちばん